# الجمعية الأمريكية لأطباء التخدير
الجمعية الأمريكية لأطباء التخدير (بالإنجليزية: The American Society of Anesthesiologists)‏ هي رابطة أمريكية علمية وبحثية وثقافية خاصة بأطباء التخدير. تم إنشاؤها لرفع معايير الممارسة الطبية لتخصص التخدير وتحسين مستوى رعاية المريض. يرأس الجمعية جيفري بلاغينهوف. يتجاوز عدد أعضاء الجمعية حالياً 46 ألف عضو ويعمل بها أكثر من 100 موظف بدوام كامل.

## تاريخ الجمعية
ترجع بدايات الجمعية إلى عام 1905 حيث قام تسعة أطباء من نيويورك بتأسيس أول جمعية مهنية لأطباء التخدير، في عام 1911 ازداد عدد أعضاء الجمعية إلى 23 عضواً ليتم تسميتها بجمعية نيويورك لأطباء التخدير، في العقود اللاحقة ازداد الاهتمام بتخصص التخدير و ما يلحق به من قبل الأطباء على مستوى الولايات المتحدة الأمريكية و ازداد عدد المنضمين للجمعية، قامت الجمعية بتغيير مسماها إلى المسمى الحالي عام 1945. وفي عام 1960 أنشأت الجمعية مكتبها التنفيذي في بارك ريدج بولاية إلينوي، وفي عام 2014 افتتحت الجمعية مقرها الرئيسي في شامبورغ.

## العضوية
العضوية مفتوحة للمرخص لهم بممارسة طب التخدير والذين أنهوا برنامجهم التدريبي في مجال التخدير والذي تمت الموافقة عليه من قبل مجلس اعتماد الدراسات الطبية بالولايات المتحدة. كما تخصص الجمعية قسماً خاصاً بالأطباء المقيمين وطلبة كليات الطب.

## الإدارة
تدار الجمعية عن طريق مجلس مفوضين، يتكون المجلس من عدد من مدراء ومندوبي الجمعية مقسمين على حسب التوزيع الجغرافي، يشمل المجلس كذلك كل الرؤساء السابقين للجمعية ورئيس تحرير المجلة الصادرة عن الجمعية، كما يشمل المجلس رؤساء جميع الأقسام داخل الجمعية ومندوب الجمعية في الجمعية الطبية الأمريكية بالإضافة إلى آخرين. ويجتمع مجلس المفوضين بشكل دوري كل عام.

## إصدارات الجمعية
لدى الجمعية إصدارات دورية و أخرى غير منتظمة وتشمل المجالات الآتية:
- سلامة المرضى / إدارة المخاطر وتحسين الجودة.
- التعليم الطبي المستمر.
- تثقيف المرضى.
- دوريات علمية ومجلة بحثية.
- إدارة الممارسة الطبية.
- تحديث المعايير الطبية.
- كتيبات للأطباء.[7]

## وصلات خارجية
- الموقع الرسمي للجمعية.